# Kapel Onze-Lieve-Vrouw met kind

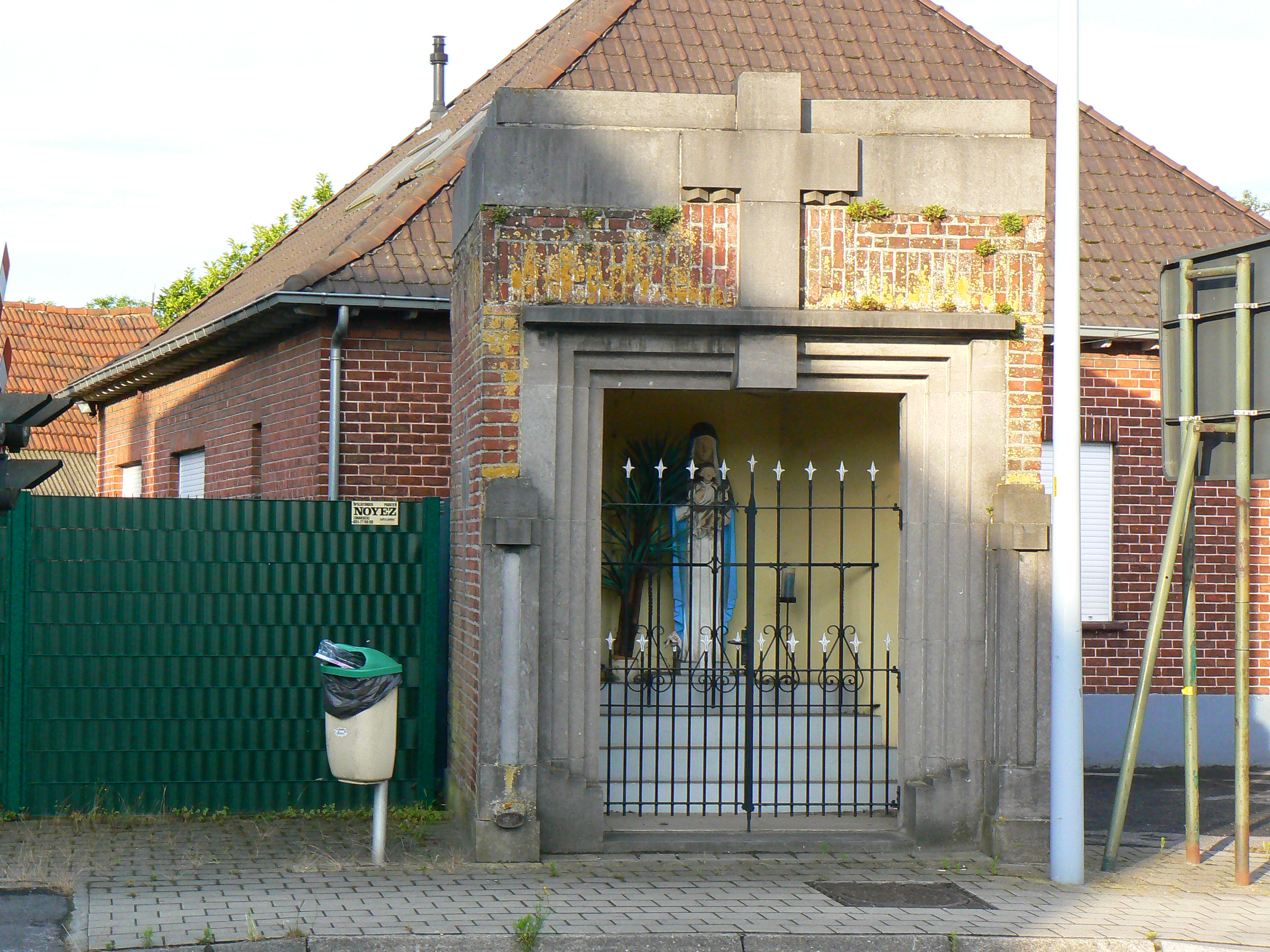
Kapel 'Onze-Lieve-Vrouw met kind' in Menen

Kapel Onze-Lieve-Vrouw met kind is een kapel te Menen in de Bruggestraat aan de overweg.
Het ontwerp is van architect Gaston Boghemans (is rechtsonder aan de kapel te zien). 
Hij vestigde zich in de periode 1922-1923 in Menen.
Het is een rechthoekig gebouw in rode bakstenen. Het portaal is in arduin en een ijzeren hek. De pilaren en het dak gedeelte is eveneens in arduin.